# Liophloeus
Liophloeus är ett släkte av skalbaggar som beskrevs av Ernst Friedrich Germar 1817. Liophloeus ingår i familjen vivlar.

## Bildgalleri

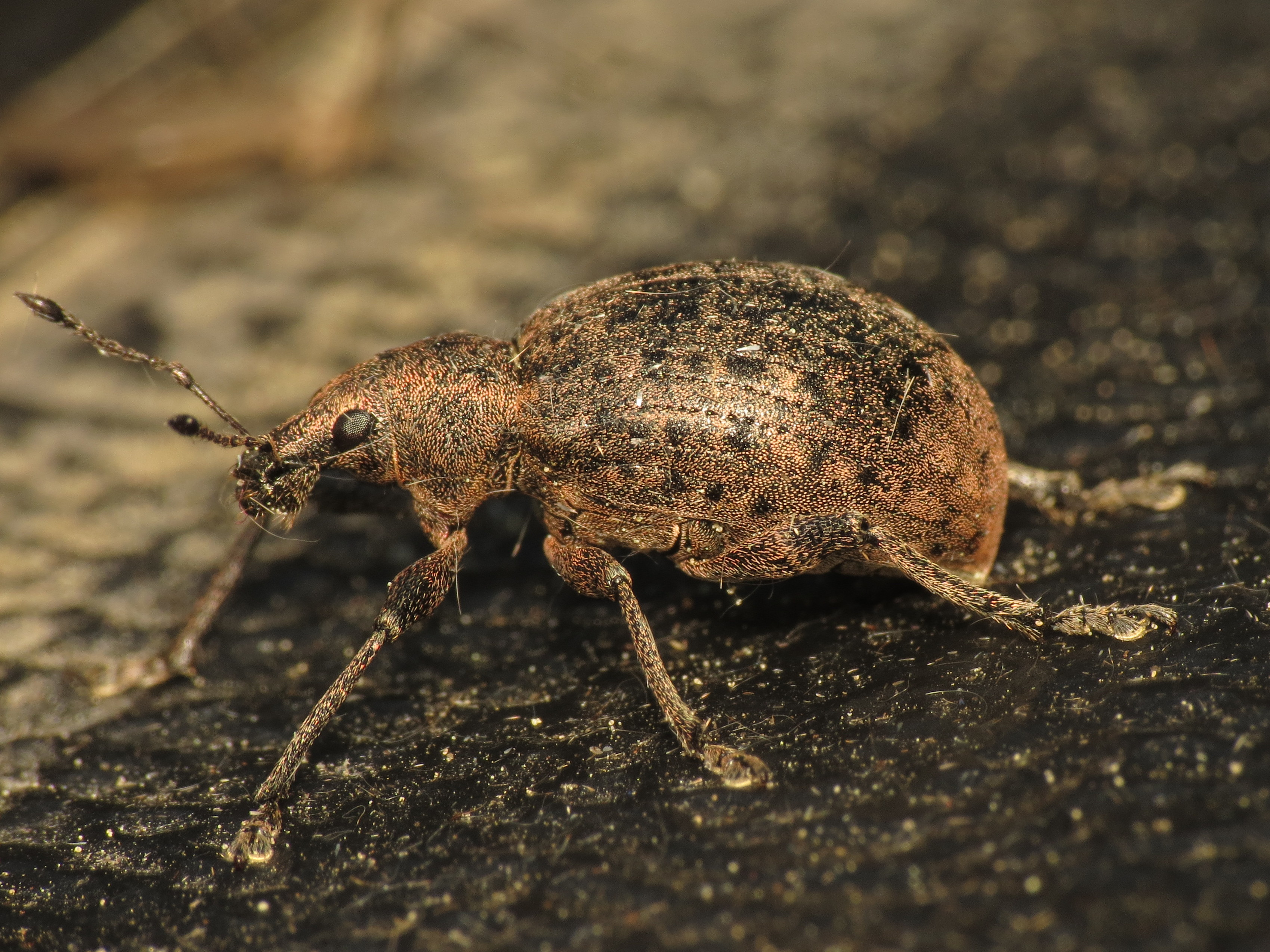
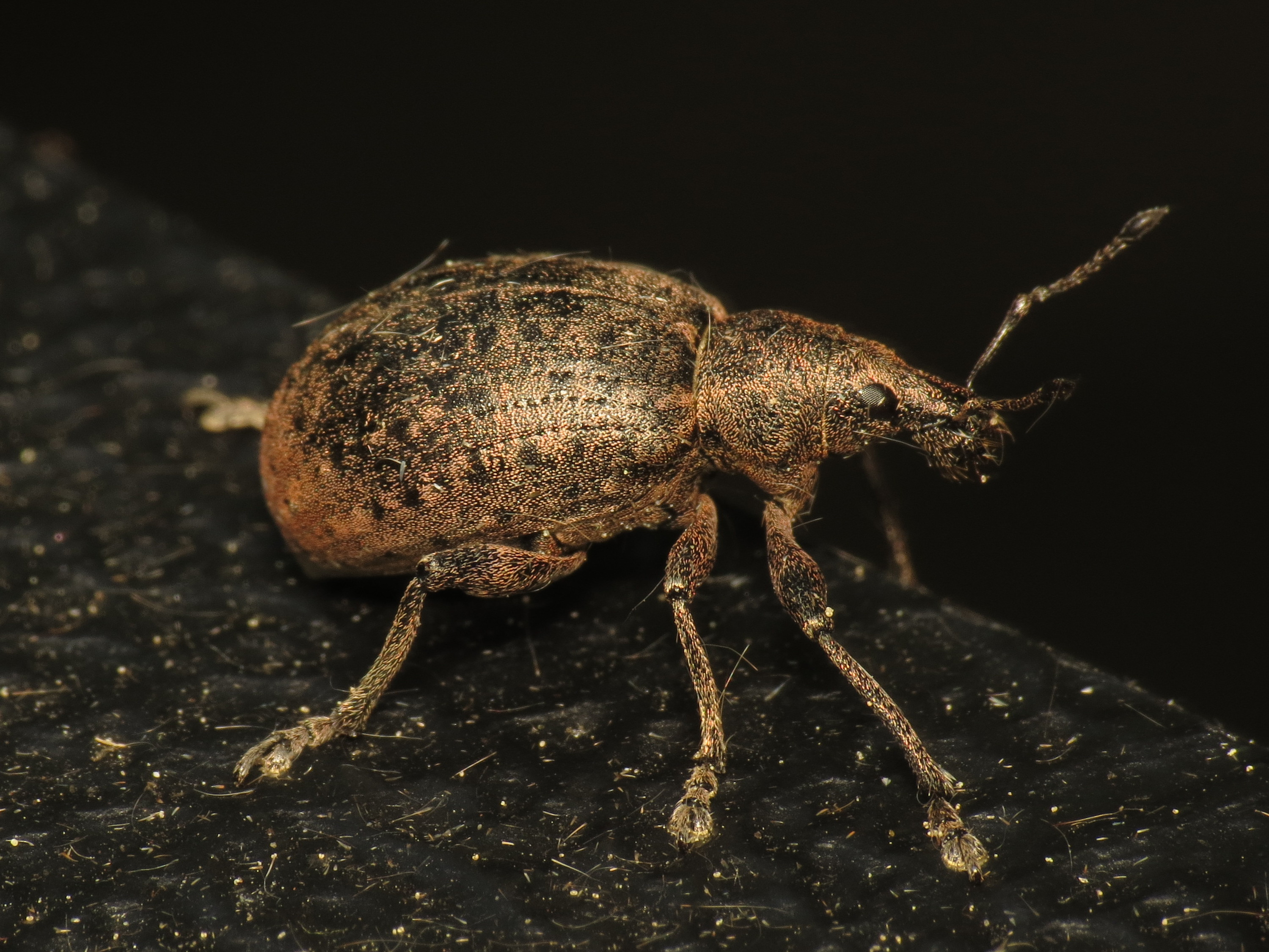
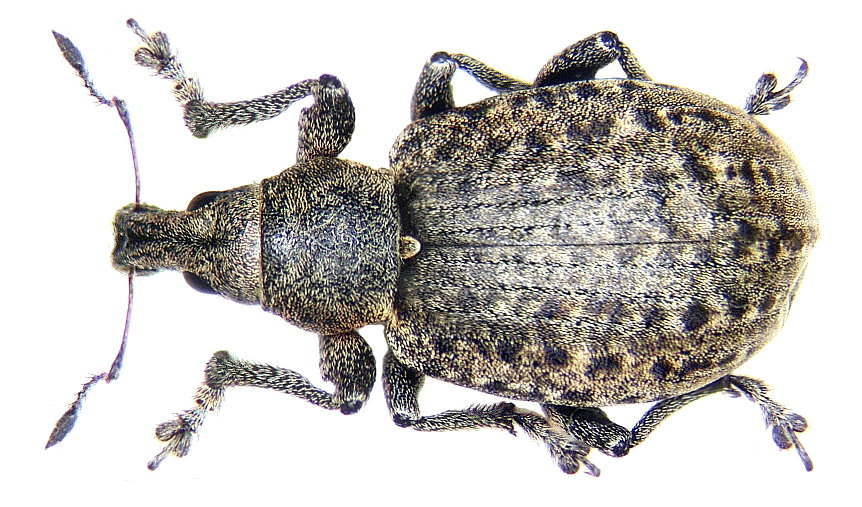
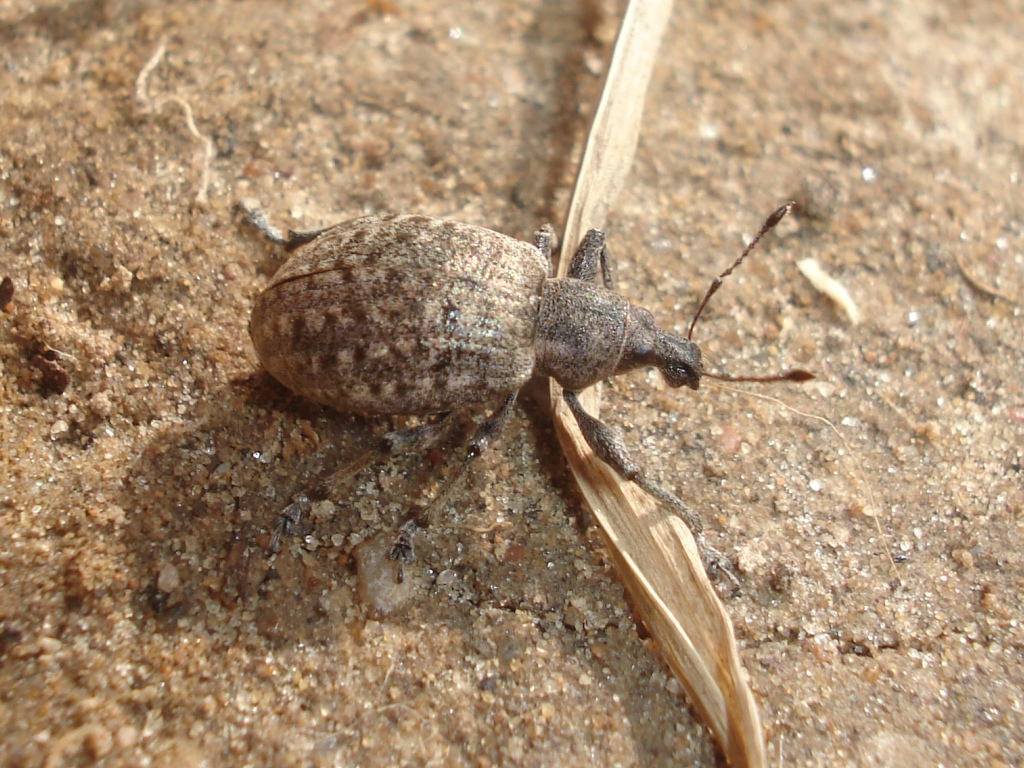
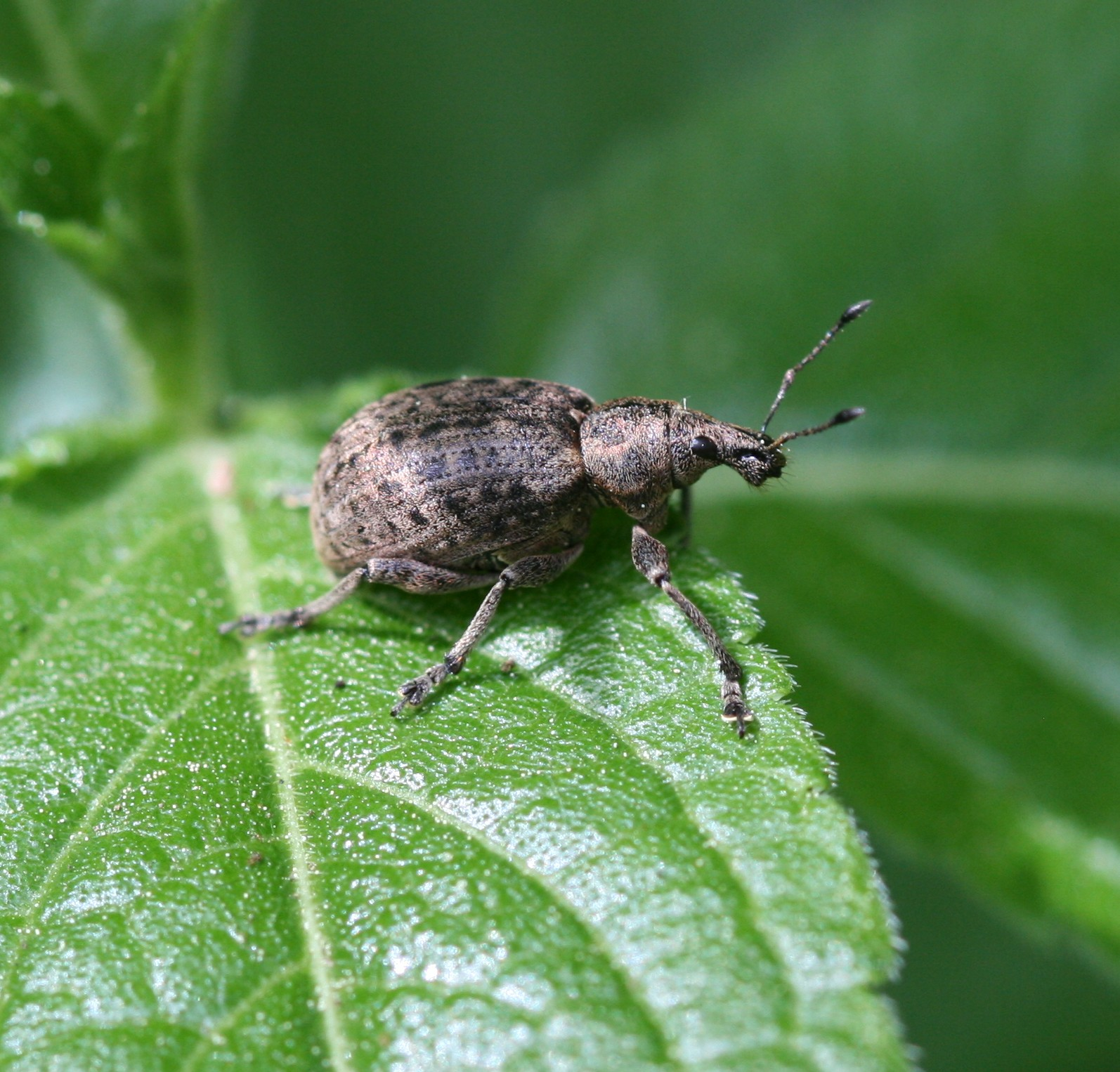
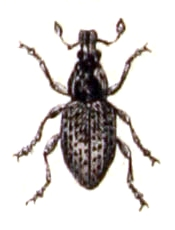

## Dottertaxa tillLiophloeus, i alfabetisk ordning[1][2]
- Liophloeus alpestris
- Liophloeus amplipennis
- Liophloeus aquisgranensis
- Liophloeus argentosparsus
- Liophloeus atricornis
- Liophloeus aurecphilis
- Liophloeus canus
- Liophloeus chrysopserus
- Liophloeus chrysopterus
- Liophloeus cyanescens
- Liophloeus denudatus
- Liophloeus floccosus
- Liophloeus geminatus
- Liophloeus gibbus
- Liophloeus herbsti
- Liophloeus herbstii
- Liophloeus heydeni
- Liophloeus hungaricus
- Liophloeus ineditus
- Liophloeus inquinatus
- Liophloeus kiesenwetteri
- Liophloeus kirschi
- Liophloeus laevifrons
- Liophloeus laticollis
- Liophloeus lentus
- Liophloeus liptoviensis
- Liophloeus maroccana
- Liophloeus maurus
- Liophloeus minutus
- Liophloeus modestus
- Liophloeus morio
- Liophloeus nigricornis
- Liophloeus nubeculosus
- Liophloeus nubiculosus
- Liophloeus nubilus
- Liophloeus nudus
- Liophloeus obsequiosus
- Liophloeus opacus
- Liophloeus opthalmicus
- Liophloeus ovipennis
- Liophloeus paulinoi
- Liophloeus pictus
- Liophloeus pulverulentus
- Liophloeus pupillatus
- Liophloeus quadricollis
- Liophloeus robusticornis
- Liophloeus rotundicollis
- Liophloeus schmidti
- Liophloeus schmidtii
- Liophloeus sparsutus
- Liophloeus sulcatulus
- Liophloeus sulcifrons
- Liophloeus terrenus
- Liophloeus tessellatus
- Liophloeus tessulatus
- Liophloeus verticalis
- Liophloeus viridanus